# فوماسا (بازیکن فوتبال)
فوماسا (به پرتغالی: José Rodriguez Alves Antunes) هافبک اهل برزیل است که در شهر بلم و در تاریخ ۱۵ ژوئیهٔ ۱۹۷۶ به دنیا آمده‌است.
فوماسا در تیم فوتبال مس سونگون حضور دارد.